# Atyidae
Famille
Les Atyidae sont une famille de crevettes qui a été créée par Willem de Haan (1801-1855) en 1849. L'espèce type est Atyopsis moluccensis, connue sous le nom de crevette bambou ou crevette cuivrée.

## Liste des genres
Selon World Register of Marine Species (22 février 2015) :
- genre Antecaridina Edmondson, 1954
- genre Archaeatya Villalobos F., 1960
- genre Atya Leach, 1816
- genre Atyaephyra de Brito Capello, 1867
- genre Atydina Cai, 2010
- genre Atyella Calman, 1906
- genre Atyoida Randall, 1840
- genre Atyopsis Chace, 1983
- genre Australatya Chace, 1983
- genre Caridella Calman, 1906
- genre Caridina H. Milne Edwards, 1837 (in H. Milne Edwards, 1834-1840)
- genre Caridinides Calman, 1926
- genre Caridinopsis Bouvier, 1912
- genre Dugastella Bouvier, 1912
- genre Edoneus Holthuis, 1978
- genre Elephantis Castelin, Marquet & Klotz, 2013
- genre Euatya
- genre Gallocaris Sket & Zakšek, 2009
- genre Halocaridina Holthuis, 1963
- genre Halocaridinides Fujino & Shokita, 1975
- genre Jolivetya Cals, 1986
- genre Jonga C.W.J. Hart, 1961
- genre Lancaris Cai & Bahir, 2005
- genre Limnocaridella Bouvier, 1913
- genre Limnocaridina Calman, 1899
- genre Mancicaris Liang, Guo & Tang, 1999
- genre Marosina Cai & Ng, 2005
- genre Micratya Bouvier, 1913
- genre Monsamnis Richard, De Grave & Clark, 2012
- genre Neocaridina Kubo, 1938
- genre Palaemonias Hay, 1902
- genre Paracaridina Liang, Guo & Tang, 1999
- genre Paratya Miers, 1882
- genre Parisia Holthuis, 1956
- genre Potimirim Holthuis, 1954
- genre Puteonator Gurney, 1987
- genre Pycneus Holthuis, 1986
- genre Pycnisia Bruce, 1992
- genre Sinodina Liang & Cai, 1999
- genre Stygiocaris Holthuis, 1960
- genre Syncaris Holmes, 1900
- genre Troglocaris Dormitzer, 1853
- genre Typhlatya Creaser, 1936
- genre Typhlocaridina Liang & Yan, 1981
- genre Typhlopatsa Holthuis, 1956

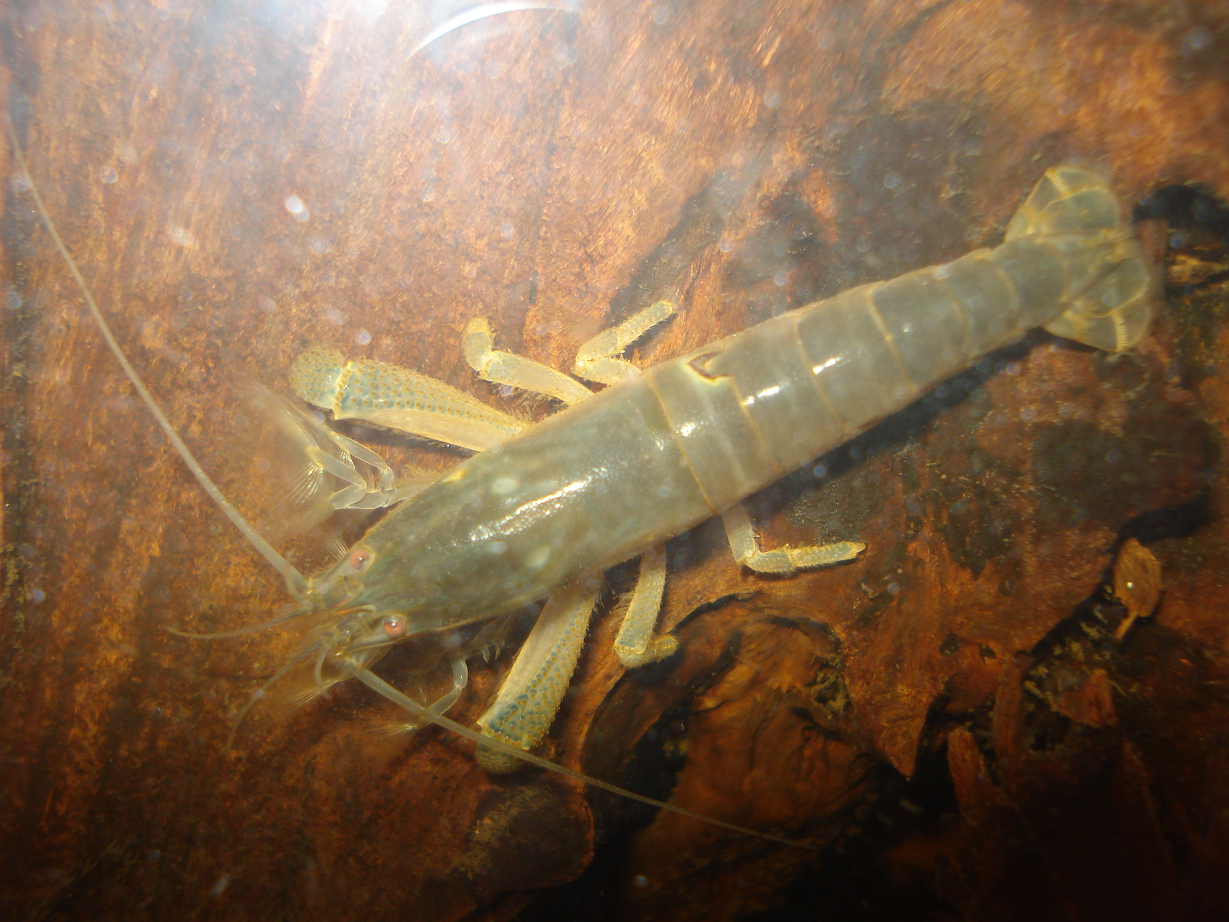
Atya gabonensis
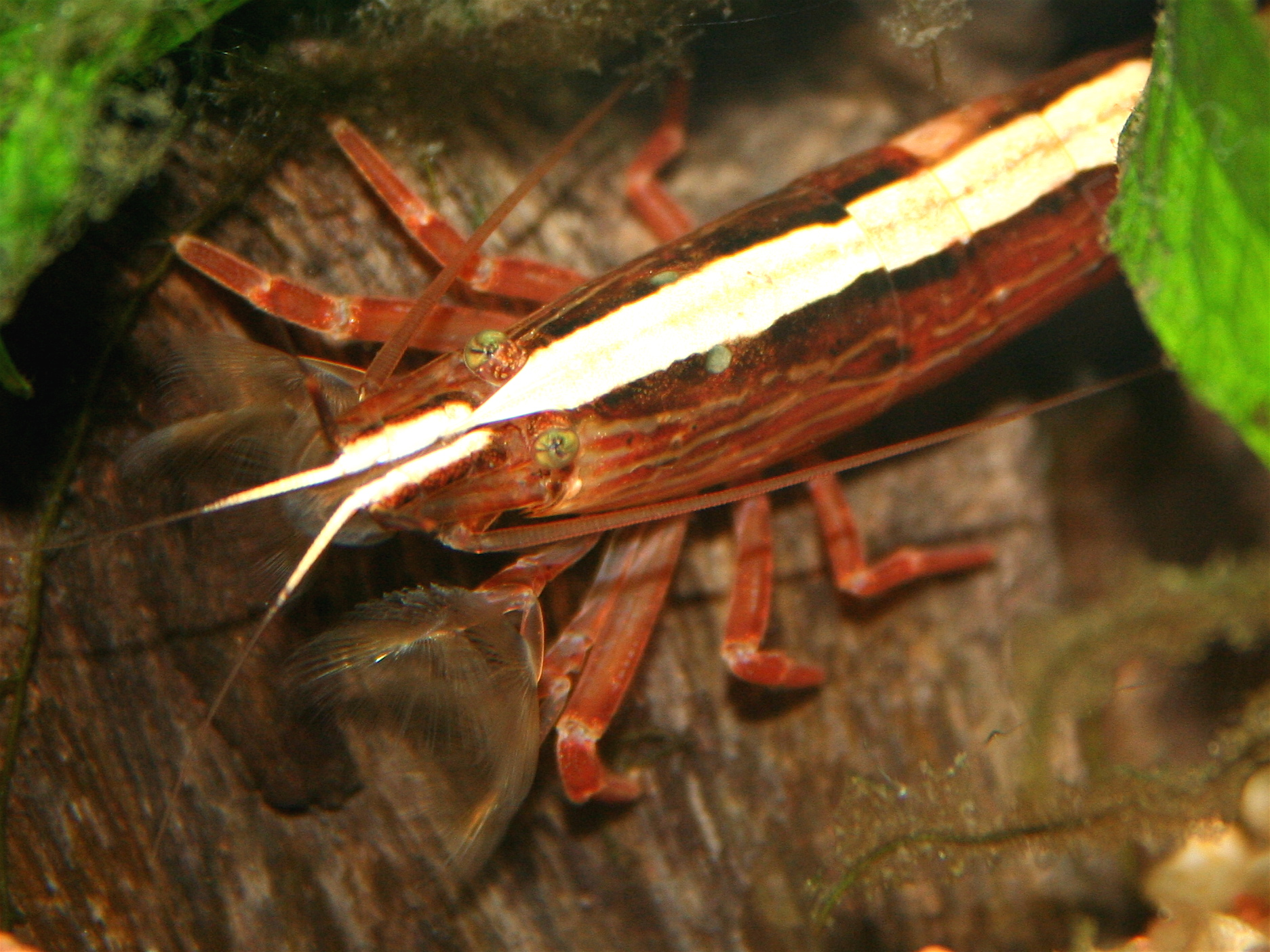
Atyopsis moluccensis
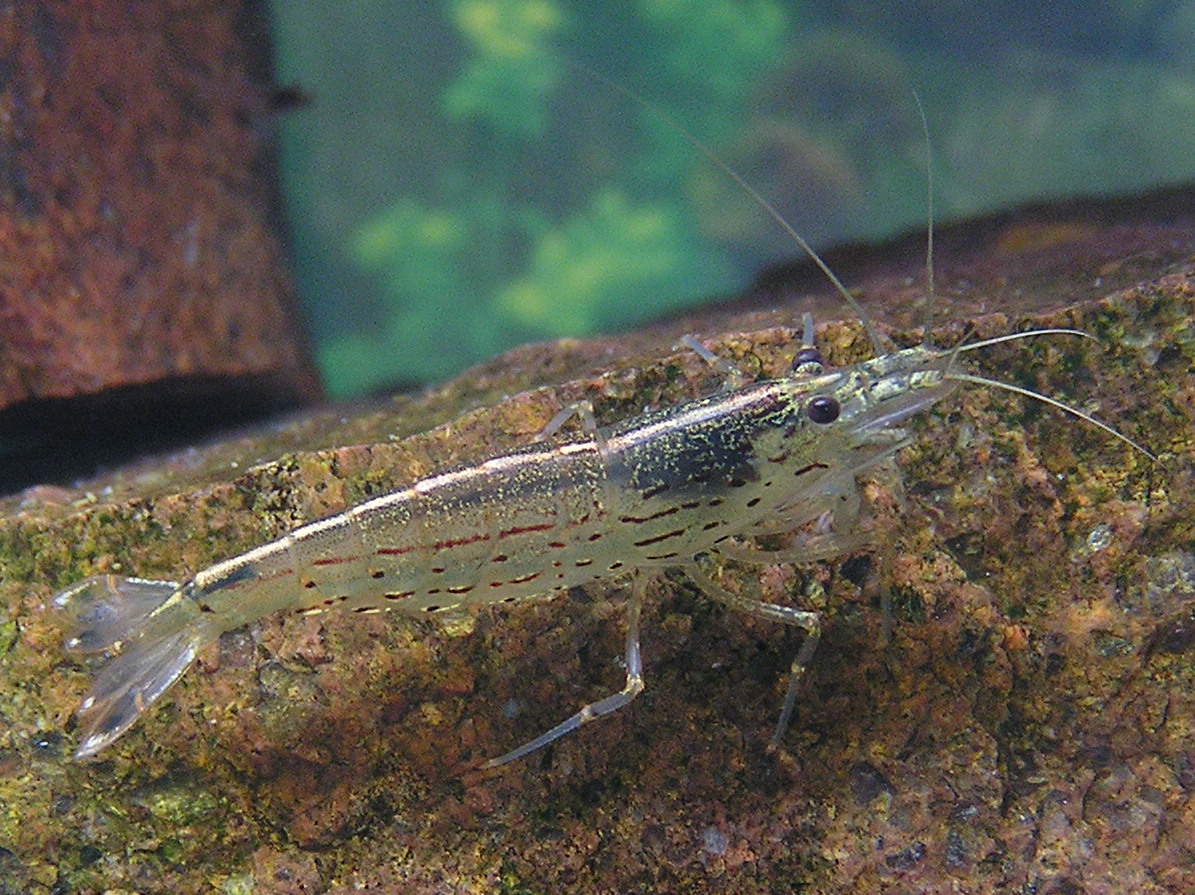
Caridina multidentata
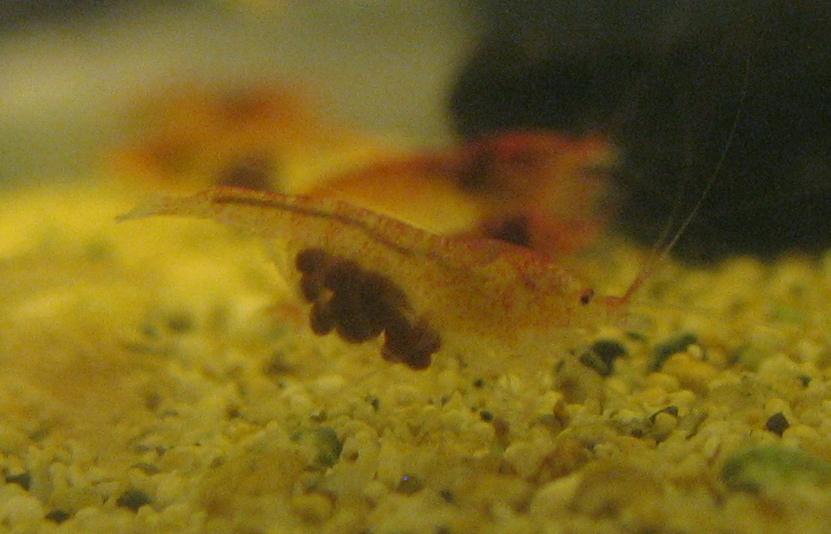
Halocaridina rubra
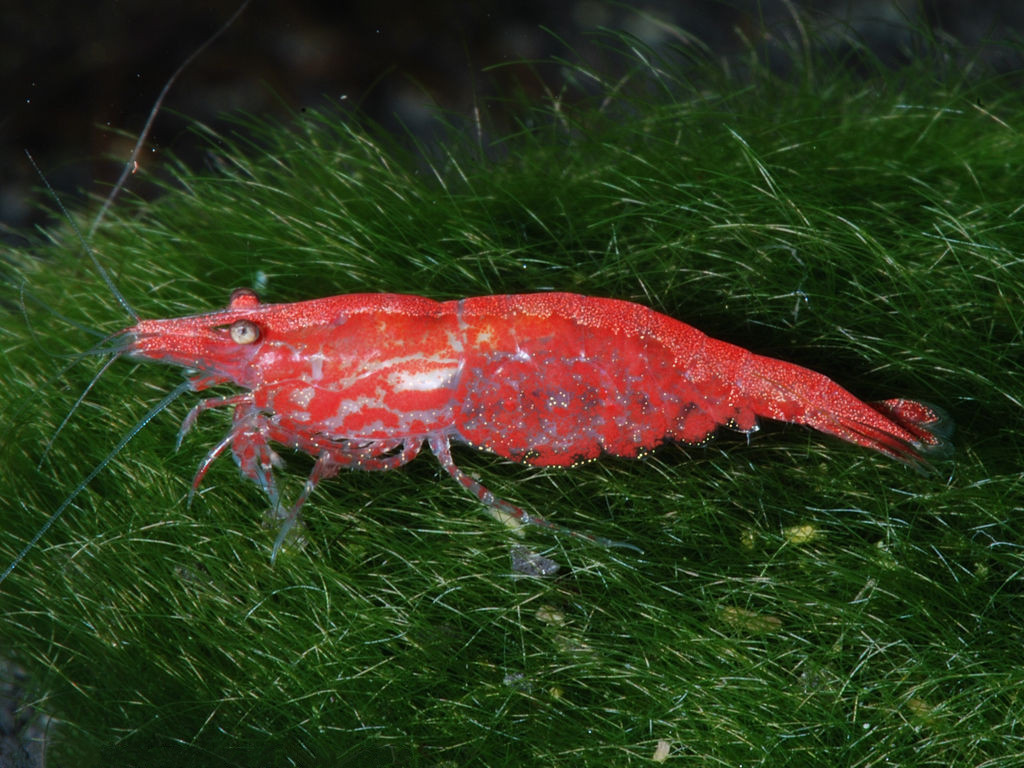
Neocaridina heteropoda
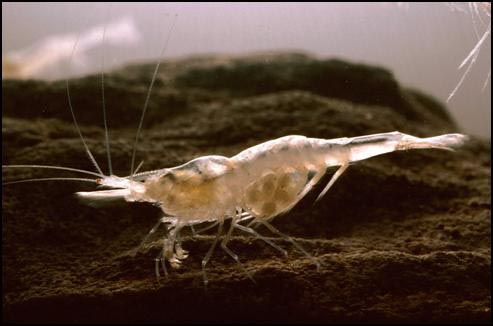
Palaemonias ganteri
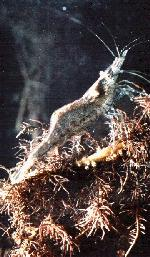
Syncaris pacifica